# Christian Becker (Jurist)
Christian Becker (* 1977) ist ein deutscher Rechtswissenschaftler und ordentlicher Professor an der Universität Bremen.

## Leben
Von 1999 bis 2003 studierte er Rechtswissenschaften an der Universität Hamburg (2003 erstes juristisches Staatsexamen, 2006 zweites juristisches Staatsexamen). Seine Habilitation erfolgte 2017 in den Fächern Strafrecht, Strafprozessrecht, Wirtschaftsstrafrecht, Rechtstheorie und Rechtsphilosophie an der Bucerius Law School. Von 2017 bis 2019 war er Inhaber der Professur für Strafrecht und Strafprozessrecht an der Leibniz Universität Hannover. Ab dem 2019 war er Inhaber des Lehrstuhls für Strafrecht, Strafprozessrecht und Rechtsphilosophie an der Europa-Universität Viadrina.
2020 erhielt er den Landeslehrpreis des Landes Brandenburg für hervorragende Lehrtätigkeit mit der Begründung, seine Lehre ziele auf eine Synthese theoretischer und praktischer Aspekte des Rechts.
Seit dem Sommersemester 2025 lehrt Becker an der Universität Bremen.

## Schriften (Auswahl)
- Das gemeinschaftliche Begehen und die sogenannte additive Mittäterschaft. Baden-Baden 2009, ISBN 978-3-8329-4174-1.
- Was bleibt? Recht und Postmoderne. Ein rechtstheoretischer Essay. Baden-Baden 2014, ISBN 3-8487-1428-0.
- Gefährdungsschaden und betriebswirtschaftliche Vermögensbewertung. Eine Kritik der objektiv-wirtschaftlichen Schadenslehre. Tübingen 2019, ISBN 3-16-155896-0.